# Babah Krueng Manggie
Babah Krueng Manggie is een bestuurslaag in het regentschap Aceh Barat van de provincie Atjeh, Indonesië. Babah Krueng Manggie telt 312 inwoners (volkstelling 2010).